# Październik 2023

## 31 października
- Miał miejsce pożar zabytkowej, drewnianej willi Dom Doktora w Zakopanem pochodzącej z XIX wieku[1].

## 29 października
- Dokonano zamachu bombowego podczas kongresu regionalnego Świadków Jehowy pod hasłem „Okazujcie cierpliwość!” w Kalamassery w Indiach. Osiem osób zginęło, a co najmniej 55 zostało rannych[2][3].

## 28 października
- 46 osób zginęło, a 18 zostało rannych w katastrofie górniczej w Karagandzie, w Kazachstanie[4].
- 32 osoby zginęły, a 63 zostały ranne w karambolu wielu pojazdów w prowincji Al-Buhajra w Egipcie[5].
- Zakończył się rozgrywany we Francji Puchar Świata w Rugby. Trofeum wywalczyła Południowa Afryka, która w finale na stadionie Stade de France pokonała 12:11 Nową Zelandię. Dla drużyny Springboks był to drugi z rzędu, a w ogóle rekordowy czwarty triumf w tych rozgrywkach[6].

## 25 października
- W Stanach Zjednoczonych mężczyzna uzbrojony w karabin zabił 18 osób i ranił 13[7] (wcześniej informowano o aż 22 ofiarach śmiertelnych i rannych ok. 50) w dwóch strzelaninach w Lewiston, w stanie Maine. Była to najbardziej krwawa strzelanina w USA w tym roku[8].
- Chińska Narodowa Agencja Kosmiczna pomyślnie wystrzeliła z Centrum Startowe Satelitów Jiuquan Shenzhou 17, statek kosmiczny z trzyosobową załogą na pokładzie. Statek kosmiczny zadokuje do stacji kosmicznej Tiangong i zastąpi obecną załogę Shenzhou 16[9].

## 23 października
- Co najmniej 24 osoby, w tym 12 policjantów, zginęły w trzech oddzielnych masowych strzelaninach i zasadzkach dokonanych przez niezidentyfikowanych napastników w Coyuca de Benítez w stanie Guerrero i Tacámbaro w stanie Michoacán w Meksyku[10].
- Prezydent Turcji Recep Tayyip Erdoğan przedłożył Wielkiemu Zgromadzeniu Narodowemu projekt ustawy o przyznaniu Szwecji członkostwa w NATO[11].
- W Holandii odkryto nowy gatunek prehistorycznego krocionoga o nazwie Lauravolsella willemeni[12].

## 22 października
- Co najmniej 28 osób zginęło w wyniku wywrócenia się łodzi na rzece Kongo w prowincji Équateur w Demokratycznej Republice Konga[13].

## 20 października
- Inwazja Rosji na Ukrainę – walki o Awdijiwkę: Siły ukraińskie odpierały siły rosyjskie spod Awdijiwki w obwodzie donieckim, twierdząc, że zniszczono co najmniej 175 pojazdów, w tym 55 czołgów[14].

## 19 października
- Wikipedysta Michał Kosacki wygrał 250 tys zł. w teleturnieju stacji TVN Milionerzy. Do zdobycia głównej nagrody, tj. miliona zł, zabrakło mu udzielenia odpowiedzi na dwa pytania[15].

## 18 października
- Inwazja Rosji na Ukrainę: Według ukraińskich urzędników, w wyniku ataku rosyjskich rakiet na terytorium Ukrainy zginęło co najmniej 10 osób, w tym pięciu cywilów w ataku na apartamentowiec w Zaporożu[16].

## 15 października
- Afgańską prowincję Herat nawiedziło kolejne trzęsienie ziemi o sile 6,3 w skali Richtera, w wyniku którego zginęły cztery osoby, a ponad 150 zostało rannych; kilka dni po serii potężnych trzęsień ziemi, w których zginęło ponad 1000 osób w tej prowincji[17].
- W całej Polsce odbywały się wybory parlamentarne[18] oraz ogólnokrajowe referendum[19].

## 13 października
- W stacji telewizyjnej TVP Info zostało opublikowane nagranie, na którym prezes Najwyższej Izby Kontroli Marian Banaś wykazuje brak wymaganej politycznej niezależności, angażując się w działania zmierzającego do pozbawienia sprawowania rządów w Polsce przez Zjednoczoną Prawicę[20].
- Brytyjski Urząd ds. Konkurencji i Rynków (CMA) zatwierdził przejęcie przez Microsoft firmy produkującej gry Activision Blizzard[21][22]. Tego samego dnia Microsoft oficjalnie sfinalizował przejęcie firmy[23].
- Prokuratura Okręgowa w Warszawie zdecydowała o przedstawieniu Stuartowi Burtonowi zarzutów, a następnie skierowała do Sądu Okręgowego w Warszawie wniosek o tymczasowy areszt youtubera[24][25].

## 12 października
- Zarząd Główny Światowego Związku Żołnierzy Armii Krajowej podjął decyzję o wyborze Janusza Komorowskiego na funkcję p.o. prezesa Zarządu Głównego ŚZŻAK[26].

## 9 października
- Siły Zbrojne Mjanmy przeprowadziły atak artyleryjski na obóz dla przesiedleńców w pobliżu Laiza w stanie Kaczin, zabijając co najmniej 29 osób i raniąc 56 kolejnych[27].
- Nagrodę Nobla z ekonomii otrzymała Claudia Goldin z Uniwersytetu Harvarda, za „pogłębienie wiedzy na temat sytuacji kobiet na rynku pracy”[28].

## 8 października
- W Robbinsville w stanie New Jersey oficjalnie zainaugurowano się i otwarto Swaminarayan Akshardham, drugą co do wielkości świątynię hinduistyczną na świecie[29].
- Film Mikołaja Tylko (znanego jako Konopskyy) pt. Mroczna przeszłość polskiego YouTuba, opublikowany za pośrednictwem serwisu YouTube i poświęcony sprawie wykorzystywania nieletnich przez polskich inluencerów w ciągu pierwszych godzin od publikacji pobił krajowe rekordy oglądalności na tej platformie[30][31].

## 7 października
- Bojówkarze Hamasu przeprowadzili serię koordynowanych ataków na Izrael[32]
- Co najmniej 2445 osób zginęło, a 9240 innych zostało rannych w wyniku dwóch trzęsień ziemi o sile 6,3 w skali Richtera, które nawiedziły prowincję Herat w Afganistanie[33][34].
- Liczba ofiar śmiertelnych powodzi spowodowanej burzą chmur w Sikkimie w Indiach wzrosła do 47 osób[35].
- 13 osób zginęło, a siedem zostało rannych w wyniku eksplozji w magazynie petard w Attibele w stanie Karnataka w Indiach[36].
- Badania skamieniałych śladów w Białych Piaskach w Nowym Meksyku ujawniły, że osadnictwo ludzkie w Ameryce Północnej mogło powstać wcześniej, niż pierwotnie zakładano[37].
- Kapłan Jarosław M. Jan Opala został wyświęcony na biskupa i objął urząd biskupa naczelnego Kościoła Starokatolickiego Mariawitów[38].
- Miało miejsce otwarcie Centrum Komiksu i Narracji Interaktywnej EC1 w Łodzi[39].

## 5 października
- Co najmniej 112 żołnierzy i cywilów zginęło, a 120 zostało rannych w ataku dronów na ceremonię ukończenia szkoły wojskowej w Homs w Syrii[40].
- Inwazja Rosji na Ukrainę: Ukraina stwierdziła, że Rosja zaatakowała sklep i kawiarnię w Hrozie w obwodzie charkowskim rakietą balistyczną, zabijając co najmniej 51 cywilów[41].
- Co najmniej 14 osób zginęło, a 100 uznano za zaginione po tym, jak burza spowodowała poważną powódź w Sikkimie w Indiach[42].
- Nagrodę Nobla w dziedzinie literatury otrzymał Jon Fosse „za jego nowatorskie sztuki i prozę, które dają wyraz niewysłowionemu”[43][44].

## 4 października
- Nagrodę Nobla w dziedzinie chemii otrzymali Moungi Bawendi, Louis Brus i Aleksiej Jekimow „za odkrycie i syntezę kropek kwantowych”, najmniejszych cząstek w nanotechnologii[45][46].
- W związku z ujawnieniem przez Sylwestra Wardęgę za pośrednictwem serwisu YouTube, sprawy wykorzystywania nieletnich przez polskich inluencerów głos w sprawie zabrali między innymi premier Mateusz Morawiecki oraz liderzy partii opozycyjnych Szymon Hołownia i Sławomir Mentzen, zaś wiceminister sprawiedliwości Piotr Cieplucha poinformował, że zawiadomił Prokuraturę Krajową o możliwości popełnienia czynów zabronionych o charakterze pedofilskich przez niektórych youtuberów i celebrytów związanych ze środowiskiem twórców internetowych[47][48][49].

## 3 października
- Co najmniej 21 osób zginęło, a 15 zostało rannych w wyniku wypadku autobusu i upadku z wiaduktu w Mestre w regionie Wenecji Euganejskiej we Włoszech[50].
- Co najmniej 18 osób zginęło, a 25 zostało rannych w wyniku eksplozji rafinerii ropy naftowej w Emohua w stanie Rivers w Nigerii[51].
- Nagrodę Nobla w dziedzinie fizyki otrzymali Pierre Agostini, Ferenc Krausz i Anne L’Huillier „za  metody eksperymentalne generujące attosekundowe impulsy światła do badania dynamiki elektronów w materii”[52].
- Sylwester Wardęga za pośrednictwem serwisu YouTube, opublikował film pt. Mroczna tajemnica Stuu i youtuberów: Pandora Gate (Boxdel, Dubiel, Fagata) ujawniający sprawę wykorzystywania nieletnich przez polskich inlfuencerów[47].

## 2 października
- Co najmniej 29 żołnierzy zginęło podczas zasadzki zorganizowanej przez islamskich ekstremistów w regionie Tahoua w Nigrze, obejmującej samobójcze zamachy bombowe i samochodowe. W kontrofensywie zginęło kilku napastników[53].
- Nagrodę Nobla w dziedzinie fizjologii lub medycyny za rok 2023 otrzymali Katalin Karikó oraz Drew Weissman „za odkrycia dotyczące modyfikacji zasad nukleozydowych, które umożliwiły opracowanie skutecznych szczepionek mRNA przeciwko COVID-19”[54][55].
- Europejska Agencja Kosmiczna podała, że Kosmiczny Teleskop Jamesa Webba wykrył „obiekty wielkości Jowisza”, niezwiązane z żadnymi gwiazdami, które wydają się poruszać parami w gwiazdozbiorze Oriona. Do tej pory wykryto ok. 40 obiektów, znanych jako obiekty podwójnej masy Jowisza[56].

## 1 października
- Co najmniej 13 osób zginęło, a cztery zostały ranne w pożarze klubu nocnego w Murcji w Hiszpanii[57].
- 10 osób zginęło, a 60 zostało rannych w wyniku zawalenia się dachu kościoła Santa Cruz podczas ceremonii chrztu w Ciudad Madero w Meksyku[58].
- W Warszawie przeszedł organizowany przez opozycję Marsz Miliona Serc[59].